# Gare de triage de Bâle-Muttenz
La gare de triage de Bâle-Muttenz (en allemand : Basel SBB RB, RB pour Rangierbahnhof) du nom de la commune où est situé le bâtiment principal, est la principale gare de triage de Suisse du Nord-Ouest. Elle absorbe pratiquement tout le trafic de fret ferroviaire entre l'Allemagne et la Suisse. Depuis Bâle-Muttenz, les trains marchandises desservant l'axe ferroviaire nord-sud vers l'Italie sont aiguillés soit vers la ligne du Gothard, soit vers la celle du Lötschberg.

## Situation
La gare de triage de Bâle-Muttenz est desservie par les lignes ferroviaires suivantes :
- Ligne du Jura vers Delémont ;
- Ligne du Hauenstein vers Olten, Berne et la ligne du Simplon ;
- Ligne du Bözberg vers Zurich et la ligne du Gothard via celle du Sud-argovien ;
- Ligne Koblenz – Stein-Säckingen vers Koblenz ;
- Ligne d'interconnexion bâloise vers l'Allemagne ;
- Ligne de Strasbourg-Ville à Saint-Louis vers la France.

## Historique
La gare de triage a été construite par les CFF entre 1927-1932 puis agrandie entre 1962-1976.

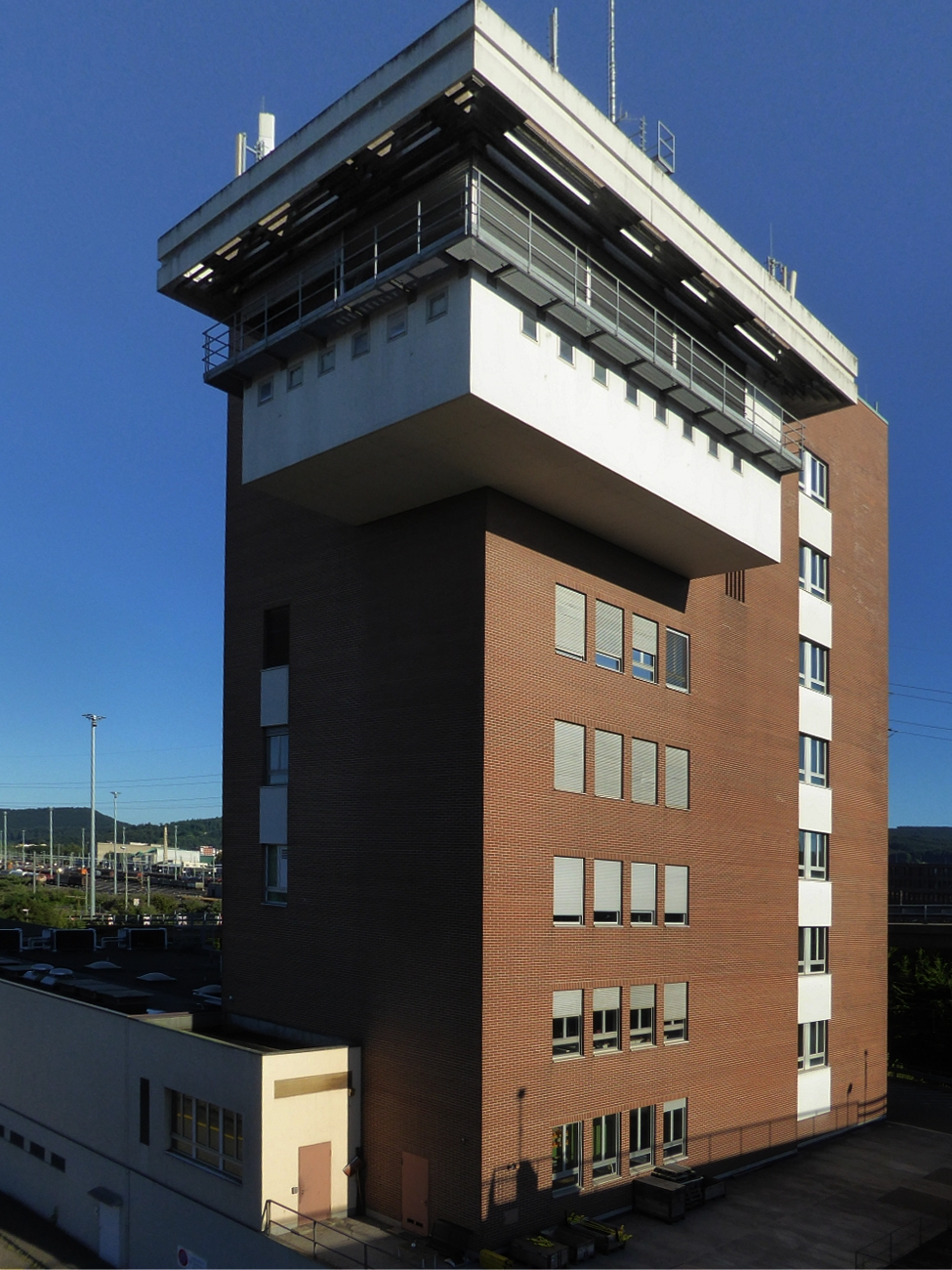
Poste d'aiguillage Ouest (Stellwerk West) en 2022
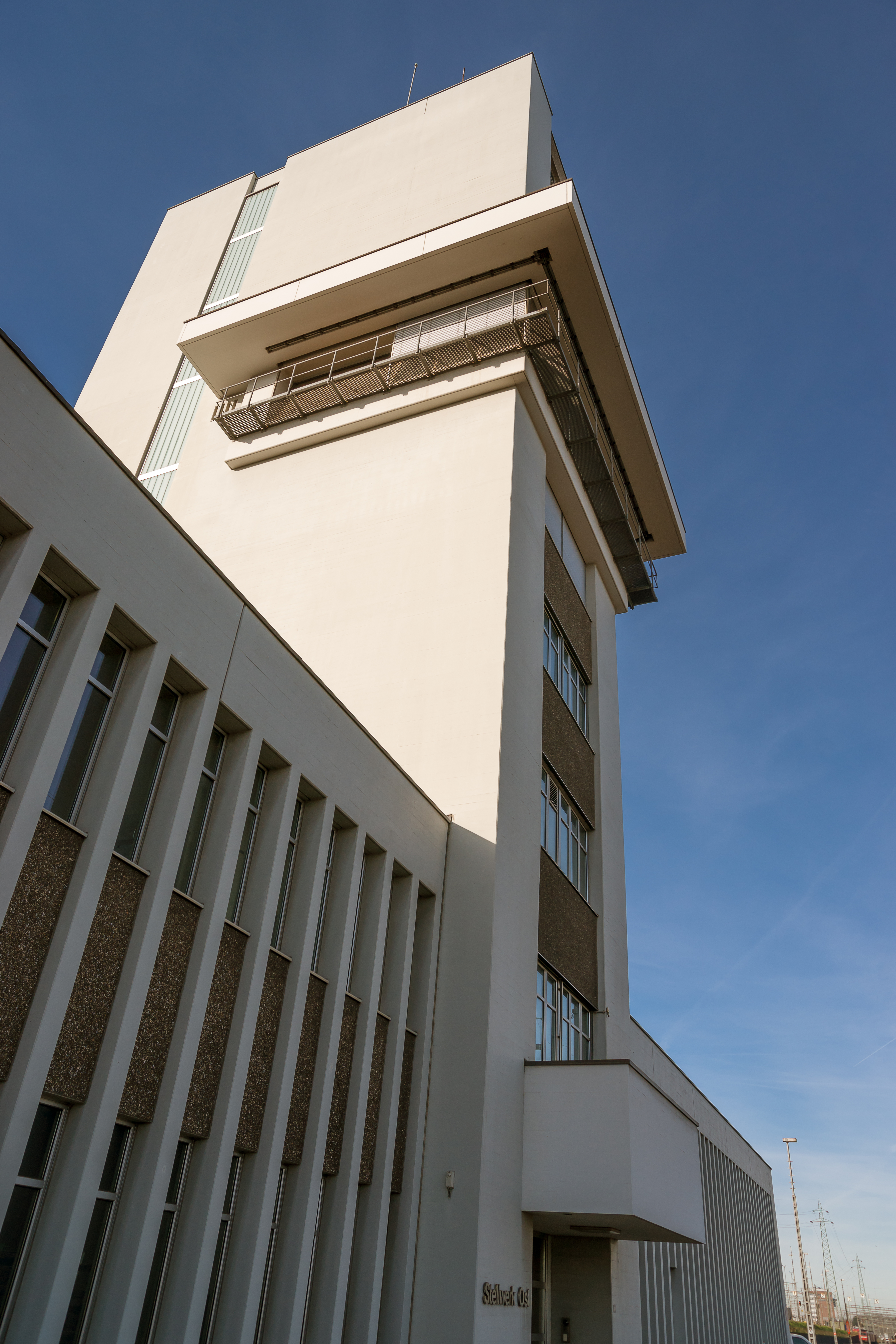
Poste d'aiguillage Est (Stellwerk Ost) en 2018
bâtiment administratif principal en 1956, bien culturel suisse d'importance nationale, construit en 1931